# 托馬斯·布拉德華

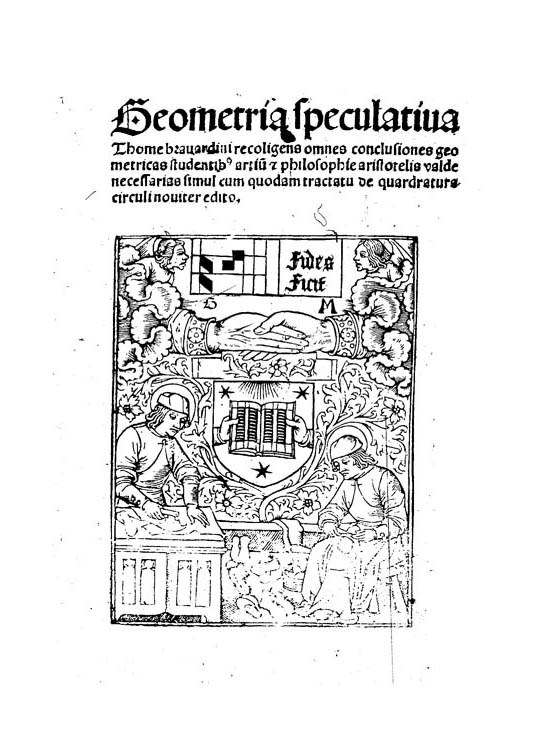
Geometria speculativa, 1495

托馬斯·布拉德華（Thomas Bradwardine，1290-1349），是一位英國聖職人員、學者、數學家、物理學家、朝臣、以及坎特伯雷大主教（雖然任期很短暫）。他也是一位著名的士林哲學家與神學博士，被稱呼為淵博博士（Doctor Profundus）。

## 生平
布拉德華出生於萨塞克斯郡，就讀於牛津大学贝利奥尔学院，於 1321 年成為研究員，並取得神學博士學位。他是一位純熟的數學家、有才能的神學家。稍後，他進入牛津大學墨頓學院繼續研究。在當時，墨頓學院庇護著一群獻身於自然科學的紳士，主要領域為物理、天文、數學，是巴黎大学知識分子的競爭對手。牛津大學自 1240 年開始大力推行智識運動以來，布拉德華與其同儕奥卡姆的威廉為其頂尖人物。

## 科學貢獻
布拉德華是墨頓學院的哈佛計算學者成員之一。哈佛計算學者將运动学與動力學區別開來，特別強調運動學與瞬間速度的研究。他們率先提出中值速度定理：
在某段時間內，如果一個以等速運動的物體，其速度相等於某等加速物體的最終速度的一半，那麼它們所經過的距離相同。
這個定理是自由落體定律的基礎。他們也公開展示了這個定理，然而這個成就通常被歸功於兩百年後的伽利略。